# 西蒙·伯内特
西蒙·伯内特（英語：Simon Burnett，1983年4月14日—），英国男子游泳运动员。他曾代表英格兰参加2002年、2006年和2010年英联邦运动会游泳比赛，获得二枚金牌、三枚银牌和二枚铜牌。他也曾参加2004年、2008年和2012年夏季奥运会。